# 松川昌藏
- 松川昌藏
- 松川昌蔵

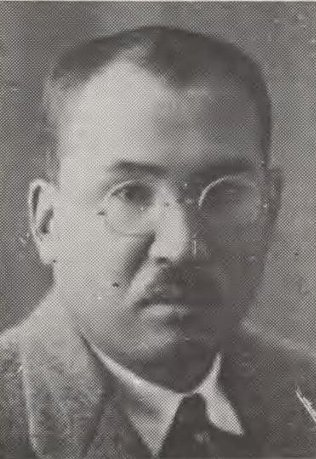
松川昌蔵

松川 昌藏（まつかわ しょうぞう、1892年（明治25年）2月3日 - 1973年（昭和48年）4月23日）は、日本の衆議院議員（立憲政友会）、一関市長、弁護士。

## 経歴
岩手県東磐井郡松川村（のち東山町、現在の一関市）出身。1918年、京都帝国大学法科大学独法科を卒業。司法官試補から岐阜、水戸各地裁検事、福島地裁若松支部判事を歴任した後、1923年に退官して弁護士になる。一関町議、岩手県議、一関町長などを務め、1936年の第19回衆議院議員総選挙で立憲政友会公認で立候補して当選し、以来3期務める。戦後の1946年の総選挙で日本自由党公認で立候補して当選。自由党では政調会行政機構改革部長を務めた。しかし、翌年公職追放となる。追放解除後の1952年に一関市長に就任し、1954年末まで在職した。
この他東北砂利採取（株）代表取締役社長なども務めた。

### 1955年一関市長選挙
1955年（昭和30年）に一関市が近隣の4村を合併し、新一関市が発足。これに伴う一関市長選挙に自由党公認で立候補したが、元海軍軍医中将の菅原佐平に敗れた。
※当日有権者数：-人 最終投票率：-%（前回比：-pts）
| 候補者名 | 年齢 | 所属党派   | 新旧別 | 得票数   | 得票率 | 推薦・支持 |
| -------- | ---- | ---------- | ------ | -------- | ------ | ---------- |
| 菅原佐平 | 69   | 無所属     | 新     | 15,483票 | 61.7%  | -          |
| 松川昌藏 | 62   | 自由党     | 新     | 9,082票  | 36.2%  | -          |
| 三浦惣平 | 51   | 日本共産党 | 新     | 542票    | 2.2%   | -          |

## 選挙違反事件
一関市長退任後の1958年、この年の総選挙で立候補した椎名悦三郎の総括主宰者兼出納責任者となったが、選挙後運動員らの選挙違反が発覚し、逮捕者が続出した。松川自身にも捜査の手が及ぶようになったため、逮捕直前に一関市から妻とともに逃亡、東京など各地を転々とした。岩手県警は松川夫妻を全国に指名手配した。2年後の1960年に盛岡地検は松川夫妻を公職選挙法違反で起訴した。裁判所は出廷状が本人に送達出来ないという理由で公訴は棄却されたが、検察は逃走捜査資料を裁判所に提出し、時効を中断させた。
1961年10月、松川夫妻が一関市に戻り、市内の病院に居たところを地元紙の記者に突き止められ、3年ぶりに公の前に姿を現すことになった。松川は入院中で、妻が地検一関支部に出頭、妻だけが逮捕された。検察の家宅捜索で逃走の経路が明らかになり、椎名の妻と秘書らが逃走を手助けしたとして逮捕、起訴され、松川夫妻も1962年に公職選挙法違反で起訴され、松川は懲役1年、執行猶予2年、松川の妻は罰金5万円、公民権停止5年の有罪判決を受けた。これは岩手県史上最大の選挙違反とされる。
松川の死去後の1987年、一関市出身の作家内海隆一郎は事件を題材にした小説『千二百五十日の逃亡』を筑摩書房から発表した。松本清張は1962年に事件を素材として殺人事件を加味した推理小説『不安な演奏』を発表した。